# Zimolez kozí list
Zimolez kozí list (Lonicera caprifolium) je ovíjivý opadavý, vzácněji stálezelený keř, 5–7 m vysoký, který patří do čeledi zimolezovité (Caprifoliaceae). Je vzpřímený, častěji poléhavě plazivý, s dlouze nebo krátce trubkovitou korunou.

## Popis
Borka se stužkovitě odlupuje a má žlutohnědou až hnědavou barvu. Větve jsou zelené, až fialově naběhlé s přerušovanou dření nebo jsou duté. Pupeny jsou drobné, lysé a dlouze zašpičatělé. Listy jsou vstřícné, někdy v přeslenech a mají krátké řapíky. Květy příjemně voní, hlavně k večeru. Jsou krátce stopkaté, až přisedlé, zpravidla rostou v šesti-květých lichopřeslenech, v úžlabí nejvyšších srostlých listů. Plody jsou žlutočervené bobule, které rostou ve shlucích a uvnitř mají několik semen.

## Rozšíření
Vyskytuje se na Krymu, Kavkazu a v Evropě. V řadě zemí zdomácněl, například ve Španělsku, j. Francii, Itálii a Anglii. Dále je rozšířen na Krymu a na Kavkazu. V mnoha zemích světa se pěstuje a dále zplaňuje.
V České republice obliba pěstování zimolezu kozího listu dlouhodobě klesá, což má za následek spíše úbytek výskytu tohoto keře. Větší výskyt je v okolí Plzně, Prahy, Kralup, Litoměřic, na Moravě v okolí Mikulova a předhůří Českomoravské vrchoviny.

## Ekologie
Keř mnohdy zplaňuje do blízkého okolí míst, kde je pěstován. Semena rozšiřují především ptáci. Nejčastěji keř začne růst na okrajích řídkých lesů, na křovinatých stráních, ve vinicích a podél komunikací. Roste především na stanovištích, které mají výhřevné, zásadité a zejména vápnité půdy. Dochází i k případům, kdy se na vhodném místě vytvoří rozsáhlejší porost keřů, což potom vzbuzuje dojem, že je keř na původním stanovišti.

## Význam
Používá se zejména jako okrasný keř na pokrytí svislých ploch, plotů, besídek v parcích, zahrádkách a sadech. Je ceněn zejména kvůli svému vzrůstu, velkým a vonným květům a barevným plodům. Může se vysazovat i do stínu.

## Podobné druhy
Z běžněji pěstovaných ovíjivých zimolezů je podobným druhem zejména zimolez ovíjivý (Lonicera periclymenum), který však postrádá srostlé listeny na květonosných větévkách, charakteristické pro zimolez kozí list.